# Efetividade da lei
Efetividade da lei é uma expressão que indica a desejada capacidade da lei em prover previsibilidade às pessoas no planejamento futuro de suas vidas e as respectivas consequências legais. “Os regulamentos gerais, se formulados no devido tempo e divulgados a todos os cidadãos, tornam possível a estes preverem o que irá acontecer, no âmbito legal, em consequência de seu comportamento (...)”.
Segundo Friedrich Hayek, ganhador do Prêmio Nobel de Economia em 1974 e um eminente representante da Escola Austríaca, essa seria uma das três características, juntamente com a generalidade e igualdade da lei, que dão forma ao Estado de direito.

## Sistemas de Direito e a Efetividade
A efetividade é garantida de duas formas distintas, mas não excludentes, a saber: a civil law (lei escrita ou legislação) e a common law (direito consuetudinário).
A civil law constituiu-se em uma reação as monarquias absolutas da Europa Continental, através de constituições escritas e de códigos de leis. Aceitou-se “a ideia de que fórmulas enunciadas com precisão poderiam proteger as pessoas da usurpação de todos os tipos possíveis de tiranos”.  É a noção grega de efetividade da lei.
Apesar de regras escritas de forma precisa serem mais previsíveis que decretos reais, o processo legislativo de elaboração dessas regras traz um componente de instabilidade. Nas atuais democracias, em que a legislação é aprovada por maiorias, as leis vigentes hoje podem não ser as mesmas amanhã, simplesmente ao sabor das mudanças na composição dessas maiorias constituídas, para citar apenas um caso. Ou como diz Bruno Leoni, jurista italiano: “A efetividade da lei, no sentido de uma fórmula escrita, refere-se a um estado das coisas inevitavelmente condicionado pela possibilidade da lei presente ser substituída, a qualquer momento, por uma lei subsequente.” Dessa forma, a efetividade provida pela civil law é potencialmente de curta duração.
A common law funda-se na construção de uma jurisprudência por tribunais independentes, através de decisões ao longo do tempo, quando demandados por indivíduos para proferirem suas sentenças em situações de desacordo. Apesar da experiência inglesa ser a mais reconhecida atualmente, com origens na Revolução Gloriosa, o direito romano privado também obedecia aos mesmos princípios. “(...) as noções fundamentais, o esquema geral do direito romano, devem ser procurados na lei civil, um conjunto de princípios gradualmente desenvolvido e aperfeiçoado por uma jurisprudência que se estendeu por muitos séculos, com pouca interferência do corpo legislativo.”
Como essas regras não escritas são formuladas de maneira descentralizada, repetindo-se aquelas que alcançam um maior consenso voluntário pela adoção em vários tribunais e estabelecendo-se como precedentes, as mudanças são lentas e progressivas. Não há um fator de instabilidade, como no processo legislativo. “Esse é o conceito de longo prazo ou, se preferirmos, o conceito romano da efetividade da lei.”
Uma complementaridade entre civil law e common law pode ser melhor compreendida ao se analisar com mais cuidado a totalidade do direito romano. Apesar de o direito privado ser predominantemente consuetudinário, a legislação escrita tinha espaço no direito constitucional e administrativo. “(...) reservavam a lei estatutária a um campo no qual os corpos legislativos eram diretamente qualificados para intervir, a saber, o direito público, quod ad rem Romanam spectat, relativo ao funcionamento das assembleias políticas, do Senado, dos magistrados, ou seja, de seus funcionários de governo.”
Resumidamente, a lei escrita para limitar e disciplinar o Estado e a lei consuetudinária para reger as relações entre os cidadãos.